# 名取市立愛島中学校
名取市立愛島中学校（なとりしりつ めでしまちゅうがっこう）は、かつて宮城県名取市愛島笠島にあった公立中学校。1947年に当時の愛島村に作られ、1962年に名取市立第一中学校に統合されて廃止になった。

## 歴史
1947年（昭和22年）に愛島村立愛島中学校として、5学級と生徒249人をもって創設された。当初は愛島小学校に間借りし、翌年新築の校舎に移転した。所在地は笠島で、小学校の近くである。
1955年（昭和30年）に、合併により名取町が生まれ、2年後それが名取市になると、名取町立、名取市立へと移った。その後、下増田中学校、館腰中学校、愛島中学校の3つの中学校を統合して名取市立第一中学校を作ることになり、1962年（昭和37年）3月に廃止された。愛島の校舎は翌年12月まで新しい中学校の分教室として使われた。

### 年表
- 1947年（昭和22年）4月 - 愛島村立愛島中学校の創立。
- 1948年（昭和23年）5月 - 新校舎完成。
- 1955年（昭和30年） - 合併により名取町立愛島中学校に改称した。
- 1957年（昭和32年） - 市制施行により名取市立愛島中学校に改称した。
- 1962年（昭和37年）3月 - 新設の名取市立第一中学校に統合し、廃止された。